# غيسنر هاريسون
كان غيسنر هاريسون (بالإنجليزية: Gessner Harrison)‏ معلمًا ومؤلفًا وإداريًا جامعيًا أمريكيًا خلال حقبة ما قبل الحرب. عينه جيمس ماديسون أستاذًا مشاركًا في قسم اللغات القديمة في جامعة فرجينيا (1828 – 1859). عُرف هاريسون بتدريس أساسيات الكلاسيكيات إلى جانب اللغويات، وطرحهما في منشوراته. شغل منصب رئيس الهيئة التدريسية ووقعت على عاتقه مسؤولية التصدي لسلوك الطلاب المليء بالشغب والفوضى لسنوات عديدة.
التحق هاريسون بالجامعة طالبًا في سنة افتتاحها (1825). نشأ مسيحيًا راسخًا، وأثارت تقواه استنكار العديد من زملائه في الفصل، لكنه حاز بفضل ذلك في إحدى المرات على تقديرٍ وثناءٍ من مؤسس الجامعة، توماس جيفرسون. تفوق أكاديميًا وتخرج بدرجة الدكتوراه في الطب واللغات القديمة. كان إدغار آلان بو من بين زملائه في الفصل. أصبح في عام 1828 أول خريج ينضم إلى الهيئة التدريسية في تلك الجامعة في سن الحادية والعشرين.
كان عمل هاريسون في القواعد المقارنة، الوارد في رسالته شرح قواعد اللغة اللاتينية، على قدم المساواة مع أعمال كبار الباحثين في المدارس الألمانية والإنجليزية. شغل منصب رئيس الهيئة التدريسية في الجامعة لأكثر من ثلث فترة الثلاثين عامًا التي عمل بها. وبهذا المنصب، تصدى لعدة مواجهات عنيفة مع طلاب مخلين بالنظام، وتعرض هو وغيره للاعتداء من قِبلهم، وقُتل أحد الأساتذة على يدهم أيضًا. وضعَ بالتعاون مع مجلس الجامعة مدونة لقواعد السلوك ولعب دورًا رئيسيًا في استصلاح الأدب والسلوك المتحضر في الحرم الجامعي.
تقاعد هاريسون من الجامعة في عام 1859 وأسس مدرسة إعدادية، باسم أكاديمية لوكست غروف، في مقاطعة نيلسون المجاورة. كان مالكًا للعبيد ودعم الكونفدرالية في الحرب الأهلية الأمريكية. بحلول عام 1862، شهدت المدرسة انخفاضًا في عدد طلابها بسبب الحرب، ووجد هاريسون نفسه يرعى ابنه الذي عاد من الحرب مريضًا. أُصيب بمرض ابنه الشاب، وأُجبر على إغلاق المدرسة، وتوفي بعد ذلك بوقت قصير. اعتُبرت وفاة هاريسون خسارة بارزة للتعليم في الجنوب. كان سليل عائلة هاريسون في فرجينيا.

## سنوات حياته في الكلية
عندما بدأ هاريسون دراسته الجامعية في سن 18 عامًا، وُصف مظهره «بأقل من اللافت»، و«قامته أقل من المتوسطة»، و«كان وجهه، على الرغم من سحره الخاص، غير جذاب وعاديًا إلى حد ما». كان من بين أوائل الملتحقين بالعام الدراسي الأول في جامعة فرجينيا عام 1825 – انضم شقيقه الأكبر إدوارد وصديقه هنري توتويلر أيضًا.
على عكس المعلمين الآخرين الذين خصصوا للدين دورًا بارزًا في برامجهم، ارتأى توماس جيفرسون، مؤسس الجامعة وواضع قانون فرجينيا للحرية الدينية، أن الأنشطة والدراسات الدينية في المدرسة يجب أن تكون طوعية. لم يردع هذا الأمر هاريسون المتدين أو والده فيما يتعلق بالتحاق هاريسون. من ناحية أخرى، أحدثت معتقدات هاريسون الدينية في إحدى المرات أثرًا واضحًا. كان جيفرسون يدعو الطلاب بانتظام إلى مونتايسلو لتناول العشاء أيام الأحد، ولكن عندما وُجهت الدعوة إلى هاريسون وشقيقه، رفضا صراحة، كمسيحيين ورعين، لتجنب تدنيس يوم السبت وخيانة والدهم. تأثر جيفرسون بهذا، وحسب قول برودوس، فقد أرسل لهم رسالة قال فيها: «إن مقابلة مثالٍ كهذا عن بر الوالدين تمنحني أقصى درجات الغبطة والسلوان في سن الشيخوخة؛ أن يكون هناك شباب يظهرون مثل هذا الاحترام لآراء آبائهم، في وقت يميل فيه الكثير غيرهم إلى تجاهل نصائح كبار السن ورغبات الوالدين». أنهى جيفرسون الرسالة بدعوة للانضمام إليه من أجل تناول العشاء خلال الأسبوع، وهو ما قبله الشقيقان.
بصفته طالبًا، امتنع هاريسون عن استخدام الألفاظ النابية والسلوك البذيء، وقد أدى ذلك إلى درجة معينة من العزلة عن معاصريه، وخاصة الطلاب المشاكسين. حتى أن البعض استاء من موقفه، لكن كما قال لوالده: «عداوتهم أفضل من شراء صداقتهم بثمن الفضيلة الباهظ».
اتبع هاريسون مثال والده وتلقى دروسًا في الطب رغم أنه واجه تحديًا صعبًا فيها؛ ومع ذلك، حصل على شهادة دكتوراه في الطب عام 1827. تلقى أيضًا دروسًا في قسم اللغات القديمة، برئاسة البروفيسور جورج لونغ؛ تميز باللاتينية واليونانية والفرنسية وحصل على دكتوراه في القانون عام 1828. كان من بين زملائه في اللغة اللاتينية والفرنسية إدغار آلان بو. عندما غادر لونغ الكلية في العام نفسه، أوصى بهاريسون خلفًا له، قائلًا: «لا ينبغي أن تكلف الجامعة نفسها عناء البحث في إنجلترا للحصول على ما لديها بالفعل».

## سيرته المهنية في التدريس

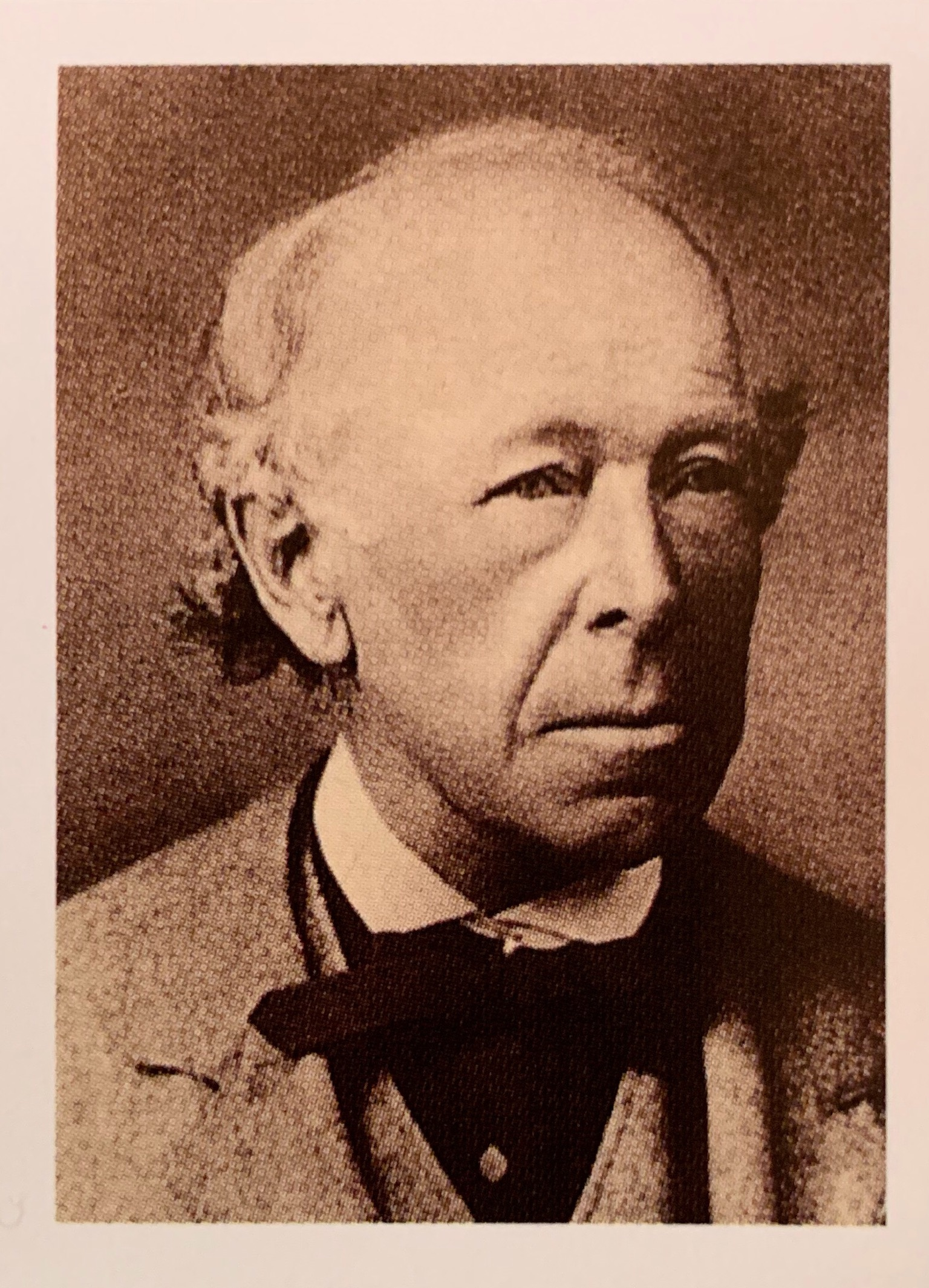
جورج لونغ، أستاذ اللغات القديمة، جامعة فيرجينيا

### العام الأول
عين جيمس ماديسون، رئيس الجامعة، في عام 1828 هاريسون لمدة عام واحد أستاذًا مشاركًا في قسم اللغات القديمة – كان أول خريج في الجامعة يصبح أستاذًا. وحين كان يسعى لإيجاد مكانه بين أعضاء الهيئة التدريسية الموقرين الأكبر سنًا، الذين اختارهم جيفرسون وماديسون، حاول هاريسون التغلب على شعوره بالنقص. اعترف في رسالة إلى البروفيسور لونغ، بأنه يشعر بعدم الجهوزية التامة «لنقل مخزوني من المعلومات، وهو ليس الأكبر، وتدريسه لطلابي في الفصل بشكل مجد»، وأعرب عن أسفه على «العديد من أوجه القصور» باعتباره أستاذًا جامعيًا. ولكن بحلول نهاية فترة تعيينه كان قد أدى عمله بشكل كافٍ للحصول على تمديد.

### عصر الساخطين
تزامنت مهنة هاريسون في التدريس مع فترة طويلة من تمرد الطلاب في الجامعة وفي عدد من الكليات والجامعات في جميع أنحاء البلاد. واجه هو وزملاؤه تحديًا باكرًا في السيطرة على طلابٍ صعبي المراس ومشاغبين في بعض الأحيان. ترجع المشكلات السلوكية في جزء كبير منها إلى تركيز أعضاء الهيئة التدريسية الضيق على الدروس والامتحانات، فضلًا عن تهميش التفاعل الشخصي مع طلابهم.
في عام 1830، افتعل بعض الطلاب بلبلة خارج منزل هاريسون. واتُهم أحدهم، كان مخمورًا على الأغلب، باستخدام «لغة غير لائقة». طالب الطالب لاحقًا باعتذار وشتم هاريسون واعتدى عليه، فطُرد. على مدار العقد التالي، تعرضت منازل الأساتذة للتخريب وواجهوا مرارًا وتكرارًا طلابًا مجرمين مسلحين، ويستخدمون لغة بذيئة وعنيفة. في إحدى المرات، واجه هاريسون في مكتبه طالبًا مُشهرًا سلاحه ويلقي الشتائم.
في عام 1839، كان هاريسون ضحية لاعتداء فظيع على يد اثنين من الطلاب، توماس راسل وويليام بينفورد، الذين كانا قد طُردا لتوهما بسبب «انتهاكات جسيمة» لقواعد الجامعة. ألقيا باللوم على هاريسون، بصفته رئيس الهيئة التدريسية، واعترضا طريقه أثناء مغادرته قاعة المحاضرات. قيده بينفورد في حين شرع راسل في ضربه بسوطٍ. تدخل أخيرًا طالبٌ آخر وأوقف الاعتداء، لكن عندما وبخ هاريسون الجناة جددا الضرب قبل أن يفرا في النهاية من المدينة على ظهر الخيل.
تعامل هاريسون مع سوء سلوك الطلاب «بطريقة مباشرة وصريحة، مستخدمًا كلامًا حازمًا ولكن طيبًا». كان التعامل بينه وبين أولاده قائمًا على أساس «العطف البالغ والاحترام الراسخ».

يشير برودوس إلى أن مجلس الجامعة اعتمد، «نظام انضباط، يجمع بين الحرية والقانون، وشهد نتائج رائعة بكونه في أيد حكيمة»، وهو ما نفذه هاريسون بصفته رئيس هيئة تدريسية. تضمن النظام الجديد حظر تجول وقواعد للباس وقيود على المصروف. يشير فرجينيوس دابني إلى أن التغييرات، على الأقل في البداية، زادت الأمور سوءًا – فقد تدهور السلوك الإجرامي للطلاب في عام 1840، عندما أطلق أحد الطلاب النار على البروفيسور جون إيه. جي. ديفيس وقتله. وصف هاريسون الحدث كالتالي:
البروفيسور ديفيس في عنفوان صحته، وأوج حياته، أُردي قتيلًا أمام عتبة بابه بوحشية يكتنفها الحقد والقسوة، ولعدم اشتباهه بالخطر، كان أعزلًا دون وسائل للدفاع، وكان الاستفزاز الوحيد الذي أقدم عليه محاولة فاشلة لاكتشاف من أزعج سلامه الداخلي وانتهك قوانين الجامعة.
تحسن جو الحرم الجامعي في النهاية بشكل ملحوظ نتيجة للتدابير التي شرع بها هاريسون والمجلس.